# Ølstykke FC
Maillots
Le Ølstykke Fodbold Club af 1918 est un club danois de football fondé le  18 mai 1918 et basé à Ølstykke.
Le club, fondé sous le nom de Ølstykke Idrætsforening (opte pour son nom actuel en 1986), a également eut une section de basket-ball avant de ne se consacrer qu'au football.

## Histoire

### Historique
- 1918 : fondation du club sous le nom de Ølstykke IF
- 1986 : le club est renommé Ølstykke FC

## Anciens joueurs
- Mads Junker